# Andrzej Łapicki

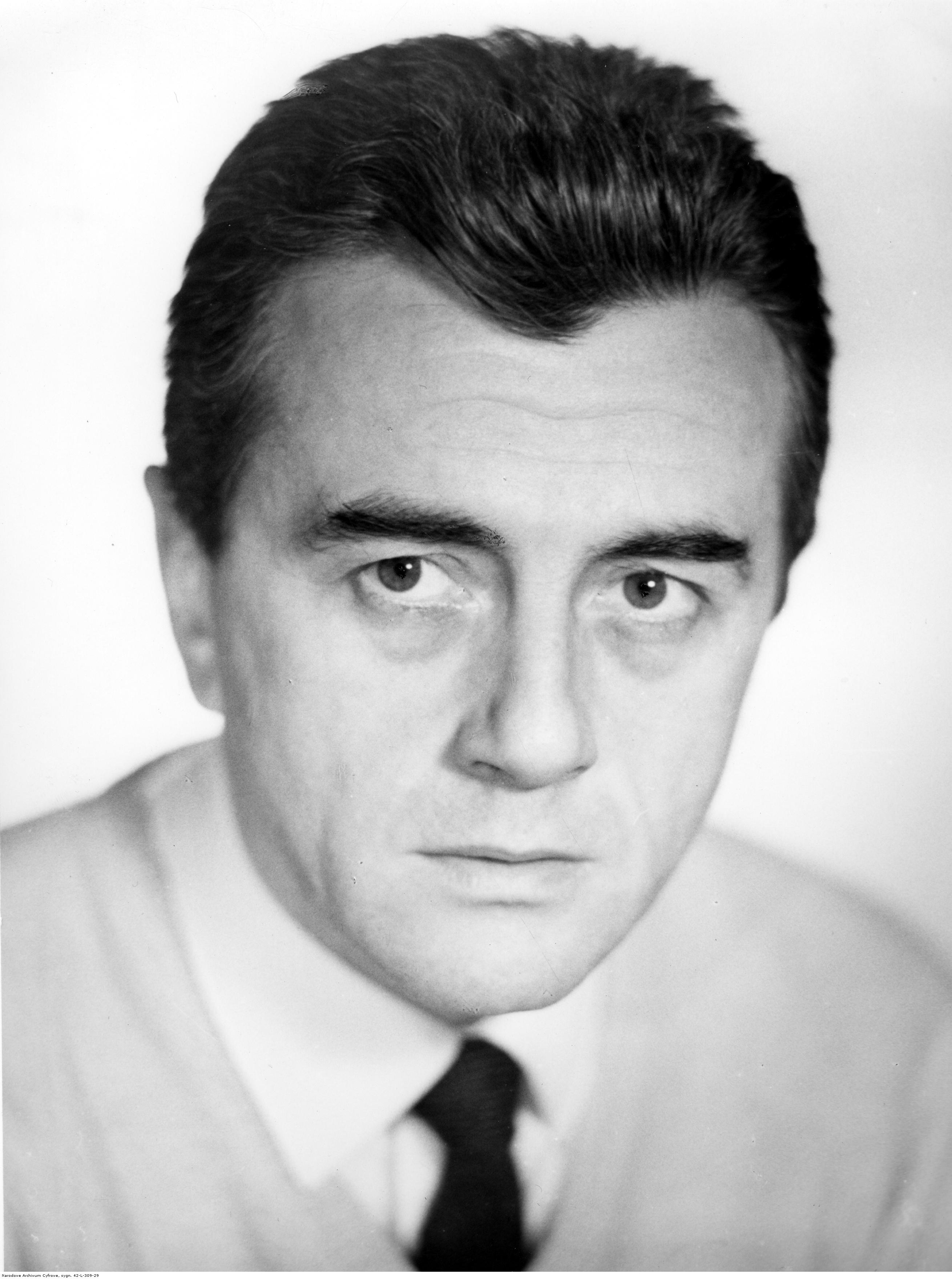
Andrzej Łapicki

Andrzej Łapicki (* 11. November 1924 in Riga; † 21. Juli 2012 in Warschau) war ein polnischer Schauspieler, Theaterregisseur und -pädagoge sowie Politiker.

## Leben
Andrzej Łapicki war der Sohn von Borys Łapicki eines Professors für Römisches Recht. Er machte 1942 das Abitur an dem berühmten Warschauer Gymnasium Stefan Batory, das zu diesem Zeitpunkt während der deutschen Besatzung seinen Unterricht im Untergrund fortsetzte.
Als Torwart nahm er an konspirativen Fußballturnieren teil und riskierte die Festnahme durch die Gestapo, da die deutschen Besatzer den Polen jeglichen organisierten Sport verboten hatten. Nach dem Abitur studierte er ebenfalls im Untergrund Schauspiel und spielte als Schauspieler in Untergrundtheatervorstellungen. Als Schauspieler war er Angehöriger der Polnischen Heimatarmee und nahm 1944 am Warschauer Aufstand teil.
Nach dem Krieg erhielt er 1945 das Schauspieldiplom in Łódź und gehörte anschließend bis 1949 zum Ensemble des Armeetheaters Łódź. 1949 ging er nach Warschau, wo er an folgenden Theatern als Schauspieler und Regisseur tätig war: Teatr Współczesny (1949–1964, 1966–1972), Teatr Dramatyczny (1964–1966, 1982/1983), Teatr Narodowy (1972–1981) und Teatr Polski (1983). Sein Regiedebüt gab er 1957. Von 1995 bis 1999 war er Intendant des Teatr Polski in Warschau.
Neben seiner aktiven Schauspieltätigkeit war Łapicki ein engagierter Theaterpädagoge. Seit 1953 war er Dozent an der Staatlichen Schauspielschule PWST in Warschau. Von 1971 bis 1981 war er Dekan der Schauspielfakultät und wurde 1979 zum außerordentlichen Professor ernannt. Von 1981 bis 1987 und von 1993 bis 1996 war er Rektor der Schule. Seit Anfang der 1980er Jahre war er Mitglied der Solidarność und saß als Abgeordneter von 1989 bis 1991 im polnischen Sejm. Von 1989 bis 1996 war er außerdem Präsident der Vereinigung polnischer Bühnenkünstler (ZASP).
Im Laufe seiner langen Karriere spielte Andrzej Łapicki mehr als 200 Film- und Theaterrollen und inszenierte mehr als 100 Theaterstücke.

## Filmografie (Auswahl)
- 1947: Verbotene Lieder (Zakazane piosenki) – Regie: Leonard Buczkowski
- 1954: Ein Kartenhaus (Domek z kart) – Regie: Erwin Axer
- 1961: Die unvergessene Nacht (Dziś w nocy umrze miasto) – Regie: Jan Rybkowski
- 1965: Das Leben noch einmal (Życie raz jeszcze) – Regie: Janusz Morgenstern
- 1966: Heilmittel gegen Liebe (Lekarstwo na miłość) – Regie: Jan Batory
- 1967: Wo ist der dritte König? (Gdzie jest trzeci król?) – Regie: Ryszard Ber
- 1968: Die Puppe (Lalka) – Regie: Wojciech Has
- 1969: Alles zu verkaufen (Wszystko na sprzedaż) – Regie: Andrzej Wajda
- 1972: Pilatus und andere (Piłat i inni) – Regie: Andrzej Wajda
- 1973: Die Hochzeit (Wesele) – Regie: Andrzej Wajda
- 1975: Das gelobte Land (Ziemia obiecana) – Regie: Andrzej Wajda
- 1979: Die Mädchen von Wilko (Panny z Wilka) – Regie: Andrzej Wajda
- 1981: Aus einem fernen Land (Z dalekiego kraju) – Regie: Krzysztof Zanussi
- 1987: In der Schwebe (W zawieszeniu) – Regie: Waldemar Krzystek
- 1988: Wo immer du bist (Gdzieśkolwiek jest, jeśliś jest...) – Regie: Krzysztof Zanussi
- 1999: Pan Tadeusz – Regie: Andrzej Wajda